# Alícia de Gloucester
Alícia de Gloucester (anglès: Princess Alice, Duchess of Gloucester)  (Montagu House, Whitehall, 25 de desembre de 1901 - Palau de Kensington, 29 d'octubre de 2004) va ser membre de la família reial britànica, esposa del príncep Enric, duc de Gloucester, el tercer fill del rei Jordi V i la reina Maria. Va ser mare del príncep Ricard de Gloucester i del príncep Guillem de Gloucester.
Com a filla del 7è duc de Buccleuch, el major terratinent d'Escòcia, es va convertir per matrimoni en una princesa del Regne Unit, i en germana d'Eduard VIII i Jordi VI. Es va convertir per matrimoni en tia d’Elisabet II. En el moment de la seva mort, als 102 anys, era la membre més longeva de la família reial britànica.

## Biografia
Alícia Cristabel Montagu Douglass Scott va néixer en Montagu House, Whitehall, Londres, el dia de Nadal de 1901, com tercera filla i cinquè fill de John Montagu Douglas Scott, Compte de Dalkeith (més tard duc de Buccleuch i Queensberry), i la seva esposa, la antiga Lady Margaret Alice Bridgford "Molly", filla de George Bridgeman, quart comte de Bradford.
Alícia era descendent, en una línia masculina directa, de Carles II a través del seu fill gran però il·legítim, James Scott, 1er Duc de Monmouth, figura política durant els anys previs a la Revolució Gloriosa.
A l'edat de 14 anys, una experiència d’ ofegament a Solway Firth va despertar-li a una sensació d'aprofitar al màxim tots els dies.
Va anar a l'escola independent de noies de St James, a West Malvern, Worcestershire. Després va passar un any a París on va gaudir d'esquí, equitació i caça, i també es va dedicar a la pintura en aquarel·la. Després va anar a Kenya, on va romandre més d'un any, entre 1929 i 193, on va conèixer Evelyn Waugh. Una pintura d'ella, feta prop d'Archers Post a Kenya, és avui part de la Royal Collection.

Bernard Tussaud acaba la figura de cera de Lady Alice Montagu Douglas Scott i el duc de Gloucester, 16 d'octubre de 1935

El 1935, va tornar al Regne Unit quan va saber que la salut del seu pare s'havia deteriorat. A l'agost de 1935, es va comprometre amb el príncep Enric amb qui es van casar al Palau de Buckingham, el 6 de novembre del mateix any. Més d'un milió de persones van presenciar el recorregut des dels carrers del Palau a l'estació de tren cap a la seva lluna de mel. Sovint se la va denominar "princesa d'hivern" des de llavors.

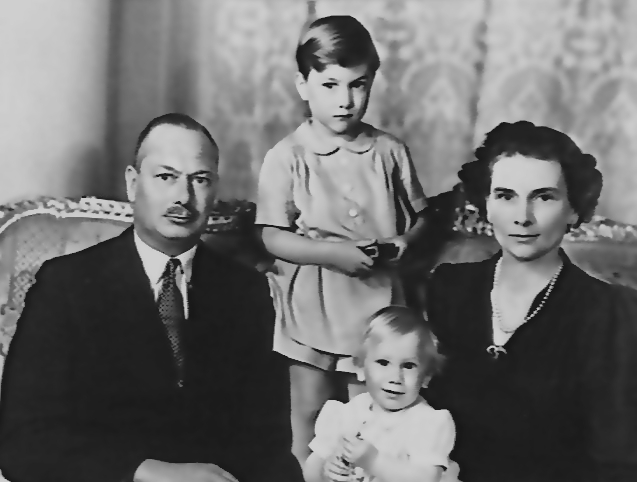
El duc i duquessa de Gloucester amb els seus dos fills William (dempeus) i Richard a Canberra

Inicialment el duc i duquessa de Gloucester vivien en el Pavelló Real en Aldershot, on el duc feia la formació militar. El duc de Gloucester va abandonar l'exèrcit per a assumir més funcions públiques després de l'abdicació d'Eduard VIII, el desembre de 1936.
La Duquessa va donar a llum a dos fills:
- Príncep Guillem de Gloucester (18 de desembre de 1941 – 28 d'agost de 1972)
- Príncep Ricard de Gloucester (data de naixement: 26 d'agost de 1944). El 8 de juliol de 1972 es va casar amb la danesa, Birgitte van Deurs Henriksen

Les aparicions públiques de la Duquessa van incloure el llançament del creuer lleuger HMS Gloucester el 19 d'octubre de 1937.
Durant la Segona Guerra Mundial, va treballar amb la Creu Roja i l'Orde de Sant Joan. Es va convertir en cap de la Força Aèria Auxiliar de la Dona (WAAF) el 1939 com a Controladora Principal; el 12 de març de 1940 va ser Comandant de l'Aire; i el 4 de març de 1943 va ser anomenada Comandant en Cap de l'Aire, quan va assumir el càrrec de directora fins a l’agost de 1944.Quan el WAAF es va convertir en la Força Aèria Real de la Dona (WRAF) el 1949, va ser nomenada Comandant Cap de l'Exèrcit de l'Aire en el nou servei l'1 de febrer de 1949. Va ser ascendida a Air marshal l'1 de setembre de 1968 i a Air chief marshal en la Royal Air Force el 23 de febrer de 1990. També va exercir com a adjunta de la reina Isabel, la consort de Jordi VI, com a comandant en cap del cos d'infermeria.

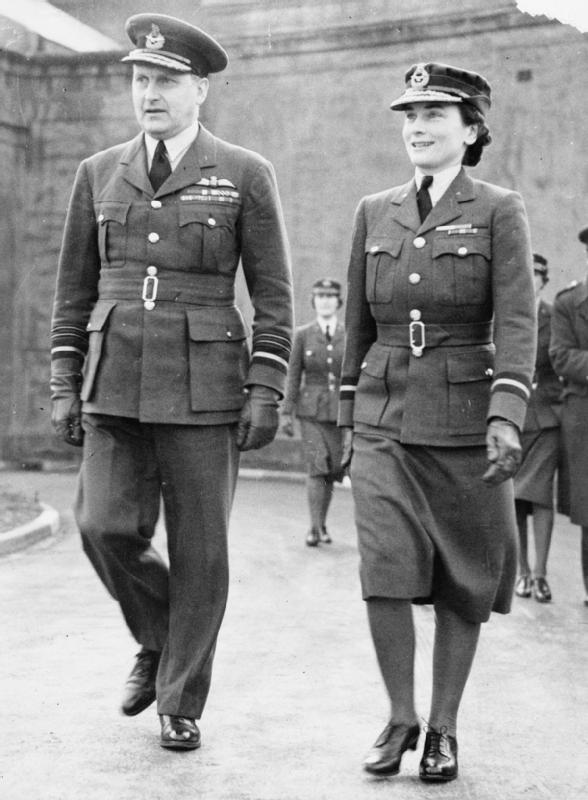
La duquessa de Gloucester amb el seu uniforme WAAF, amb l'Air Marshal W. Sholto Douglas

De 1945 a 1947, el duc i duquessa de Gloucester van viure a Canberra, on el duc exercia el càrrec de Governador General d'Austràlia.
La duquessa de Gloucester va servir com a coronel en cap, o adjunta, d'una dotzena de regiments de l'exèrcit britànic. Va ser patrona del Girls' Day School Trust i, des de 1940 fins a la seva mort, patrona del Queen Margaret College d'Edimburg.
El 1965, mentre tornava del funeral de Winston Churchill en el seu vehicle, el duc va sofrir un vessament que va donar lloc a un accident automobilístic, amb el duc sent expulsat del cotxe i on ella va patir ferides facials.
El 1972, el seu fill gran, el príncep William, va morir en un accident d'avió mentre participava en una carrera d'aficionats a l'espectacle aeri. El seu marit el duc de Gloucester va morir el 10 de juny de 1974, a l'edat de 74 anys.
El 1975, la princesa Alice va ser la primera dona a ser nomenada Gran Creu de l'Ordre del Bany. El 1981, va publicar per primera vegada les seves memòries sota el títol The Memoirs of Princess Alice, Duchess of Gloucester. El 1991 va publicar una edició revisada com a Memories of Ninety Years.
Es va retirar oficialment dels càrrecs públics a l'edat de 98 anys.
Al desembre de 2001, la família reial va celebrar una cerimònia per a reconèixer el 100 aniversari de la princesa Alícia. Aquesta va ser la seva última aparició pública (i també l'última aparició pública de la princesa Margaret, la germana més jove de la reina, que va morir el 9 de febrer de 2002). A la mort de la reina mare als 101 anys el març de 2002, la princesa Alícia es va convertir en el membre viu més antic de la família reial britànica. El 21 d'agost de 2003, la Princesa Alice va superar el rècord de la Reina Mare com la persona més antiga de la història de la família reial britànica aconseguint l'edat de 101 anys i 238 dies. El 20 de setembre de 2003, a l'edat de 101 anys i 269 dies, va ser certificada pel Guinness World Records com la reial més longeva del món de tots els temps, superant a Leonilla, princesa de Sayn-Wittgenstein-Sayn.
Va morir mentre dormia el 29 d'octubre de 2004 en el Palau de Kensington, a l'edat de 102 anys i 309 dies. Va ser enterrada al costat del seu espòs, el príncep Henry, i el seu fill gran, el príncep William, en el Reial Cementiri de Frogmore.

## Ascendència
|  |                                                         |  |  |  |  |  |  |  |  |  |  |  |  |  |  |  |
|  | 8. Walter Montagu Douglas Scott, 5th Duke of Buccleuch  |  |  |  |  |  |  |  |  |  |  |  |  |  |  |  |
|  |                                                         |  |  |  |  |  |  |  |  |  |  |  |  |  |  |  |
|  |                                                         |  |  |  |  |  |  |  |  |  |  |  |  |  |  |  |
|  | 4. William Montagu Douglas Scott, 6th Duke of Buccleuch |  |  |  |  |  |  |  |  |  |  |  |  |  |  |  |
|  |                                                         |  |  |  |  |  |  |  |  |  |  |  |  |  |  |  |
|  |                                                         |  |  |  |  |  |  |  |  |  |  |  |  |  |  |  |
|  | 9. Lady Charlotte Thynne                                |  |  |  |  |  |  |  |  |  |  |  |  |  |  |  |
|  |                                                         |  |  |  |  |  |  |  |  |  |  |  |  |  |  |  |
|  |                                                         |  |  |  |  |  |  |  |  |  |  |  |  |  |  |  |
|  | 2. John Montagu Douglas Scott, 7th Duke of Buccleuch    |  |  |  |  |  |  |  |  |  |  |  |  |  |  |  |
|  |                                                         |  |  |  |  |  |  |  |  |  |  |  |  |  |  |  |
|  |                                                         |  |  |  |  |  |  |  |  |  |  |  |  |  |  |  |
|  | 10. James Hamilton, 1st Duke of Abercorn                |  |  |  |  |  |  |  |  |  |  |  |  |  |  |  |
|  |                                                         |  |  |  |  |  |  |  |  |  |  |  |  |  |  |  |
|  |                                                         |  |  |  |  |  |  |  |  |  |  |  |  |  |  |  |
|  | 5. Lady Louisa Hamilton                                 |  |  |  |  |  |  |  |  |  |  |  |  |  |  |  |
|  |                                                         |  |  |  |  |  |  |  |  |  |  |  |  |  |  |  |
|  |                                                         |  |  |  |  |  |  |  |  |  |  |  |  |  |  |  |
|  | 11. Lady Louisa Russell                                 |  |  |  |  |  |  |  |  |  |  |  |  |  |  |  |
|  |                                                         |  |  |  |  |  |  |  |  |  |  |  |  |  |  |  |
|  |                                                         |  |  |  |  |  |  |  |  |  |  |  |  |  |  |  |
|  | 1. Princess Alice, Duchess of Gloucester                |  |  |  |  |  |  |  |  |  |  |  |  |  |  |  |
|  |                                                         |  |  |  |  |  |  |  |  |  |  |  |  |  |  |  |
|  |                                                         |  |  |  |  |  |  |  |  |  |  |  |  |  |  |  |
|  | 12. Orlando Bridgeman, 3rd Earl of Bradford             |  |  |  |  |  |  |  |  |  |  |  |  |  |  |  |
|  |                                                         |  |  |  |  |  |  |  |  |  |  |  |  |  |  |  |
|  |                                                         |  |  |  |  |  |  |  |  |  |  |  |  |  |  |  |
|  | 6. George Bridgeman, 4th Earl of Bradford               |  |  |  |  |  |  |  |  |  |  |  |  |  |  |  |
|  |                                                         |  |  |  |  |  |  |  |  |  |  |  |  |  |  |  |
|  |                                                         |  |  |  |  |  |  |  |  |  |  |  |  |  |  |  |
|  | 13. The Honourable Selina Forester                      |  |  |  |  |  |  |  |  |  |  |  |  |  |  |  |
|  |                                                         |  |  |  |  |  |  |  |  |  |  |  |  |  |  |  |
|  |                                                         |  |  |  |  |  |  |  |  |  |  |  |  |  |  |  |
|  | 3. Lady Margaret Bridgeman                              |  |  |  |  |  |  |  |  |  |  |  |  |  |  |  |
|  |                                                         |  |  |  |  |  |  |  |  |  |  |  |  |  |  |  |
|  |                                                         |  |  |  |  |  |  |  |  |  |  |  |  |  |  |  |
|  | 14. Richard Lumley, 9th Earl of Scarbrough              |  |  |  |  |  |  |  |  |  |  |  |  |  |  |  |
|  |                                                         |  |  |  |  |  |  |  |  |  |  |  |  |  |  |  |
|  |                                                         |  |  |  |  |  |  |  |  |  |  |  |  |  |  |  |
|  | 7. Lady Ida Lumley                                      |  |  |  |  |  |  |  |  |  |  |  |  |  |  |  |
|  |                                                         |  |  |  |  |  |  |  |  |  |  |  |  |  |  |  |
|  |                                                         |  |  |  |  |  |  |  |  |  |  |  |  |  |  |  |
|  | 15. Frederica Mary Adeliza Drummond                     |  |  |  |  |  |  |  |  |  |  |  |  |  |  |  |
|  |                                                         |  |  |  |  |  |  |  |  |  |  |  |  |  |  |  |
|  |                                                         |  |  |  |  |  |  |  |  |  |  |  |  |  |  |  |